# Нижнезаитово
Нижнезаитово (баш. Түбәнге Зәйет) — село в Шаранском районе Республики Башкортостан Российской Федерации. Центр Нижнезаитовского сельсовета.

## География

### Географическое положение
Расстояние до:
- районного центра (Шаран): 30 км,
- ближайшей ж/д станции (Туймазы): 30 км.

## История
Село было основано башкирами Киргизской волости Казанской дороги на собственных вотчинных землях.

## Население
| 2002 | 2009 | 2010 |
| ---- | ---- | ---- |
| 785  | ↘779 | ↘690 |

Национальный состав
Согласно переписи 2002 года, преобладающая национальность — башкиры (83 %).

## Религия
В селе есть мечеть.